# Eodorcadion wenhsini
Eodorcadion wenhsini es una especie de escarabajo longicornio perteneciente al género Eodorcadion, categorizada en la tribu Dorcadionini, de la subfamilia Lamiinae. Fue descrita por Yang y Danilevsky en 2013.
El período de actividad en los ejemplares adultos se presenta durante el mes de julio.

## Descripción
Mide 14,3-20 mm de longitud.

## Distribución
Se distribuye por Asia: en China.